# Histon-lizin N-metiltransferaza
Histon-lizin -metiltransferaza (EC 2.1.1.43, proteinska metilaza III, proteinska metilaza 3, proteinska (lizin) metiltransferaza, proteinska metiltransferaza II, protein-lizinska N-metiltransferaza, histon H1-specifični S-adenozilmetionin:protein-lizin -metiltransferaza, S-adenozil--metionin:histon--lizin 6-N-metiltransferaza) je enzim sa sistematskim imenom S-adenozil--metionin:histon--lizin 6-metiltransferaza. Ovaj enzim katalizuje sledeću hemijsku reakciju
-adenozil--metionin + histon L-lizin {\displaystyle \rightleftharpoons } -adenozil-L-homocistein + histon N6-metil-L-lizin
Ovaj enzim pripada grup metilacionih proteina.

## Literatura
- Nicholas C. Price; Lewis Stevens (1999). Fundamentals of Enzymology: The Cell and Molecular Biology of Catalytic Proteins (Third изд.). USA: Oxford University Press. ISBN 019850229X.
- Eric J. Toone (2006). Advances in Enzymology and Related Areas of Molecular Biology, Protein Evolution (Volume 75 изд.). Wiley-Interscience. ISBN 0471205036.
- Branden C; Tooze J. Introduction to Protein Structure. New York, NY: Garland Publishing. ISBN 0-8153-2305-0.
- Irwin H. Segel. Enzyme Kinetics: Behavior and Analysis of Rapid Equilibrium and Steady-State Enzyme Systems (Book 44 изд.). Wiley Classics Library. ISBN 0471303097.

## Spoljašnje veze
- Histone-lysine+N-methyltransferase на 